# Bycast
Le bycast est un enduit épais de polyuréthane que l'on applique sur de la croûte de cuir, le côté viande de la peau, qui est moins noble car moins doux que le cuir, pour lui donner un réel aspect de cuir véritable. 
Sa production au Bangladesh très polluante est décriée.